# ブラッセレータ

上段: 不安定領域 ([A]=1, [B]=3) におけるブラッセレータの時間発展。解軌道はリミットサイクルへ漸近している。
下段: 安定領域 ([A]=1, [B]=1.7) における時間発展。解軌道は不動点 ([X]=1, [Y]=1.7) へ収束している。

ブラッセレータを組み込んだ反応拡散系の2次元シミュレーション

ブラッセレータ（英: Brusselator）は、自触媒反応を含む理論的な化学反応モデルである。
ブリュッセル自由大学において、イリヤ・プリゴジンとその共同研究者らによって提案された
。「ブラッセレータ」という名称はブリュッセルとオシレータのかばん語である。

## 概要
ブラッセレータを構成する化学反応は以下のとおりである。
{\displaystyle {\begin{aligned}\mathrm {A} &\rightarrow \mathrm {X} \\2\mathrm {X} +\mathrm {Y} &\rightarrow 3\mathrm {X} \\\mathrm {B} +\mathrm {X} &\rightarrow \mathrm {Y} +\mathrm {D} \\\mathrm {X} &\rightarrow \mathrm {E} \end{aligned}}}
物質A, Bの濃度を一定とするとき、物質X, Yの濃度の時間変化は次のように記述される。
{\displaystyle \left\{{\begin{aligned}{\frac {d}{dt}}[\mathrm {X} ]&=[\mathrm {A} ]+[\mathrm {X} ]^{2}[\mathrm {Y} ]-[\mathrm {B} ][\mathrm {X} ]-[\mathrm {X} ]\\{\frac {d}{dt}}[\mathrm {Y} ]&=-[\mathrm {X} ]^{2}[\mathrm {Y} ]+[\mathrm {B} ][\mathrm {X} ]\end{aligned}}\right.}
なお、簡単のために速度定数はすべて1とした。方程式は不動点
{\displaystyle {\begin{aligned}\;[\mathrm {X} ]&=[\mathrm {A} ]\\\;[\mathrm {Y} ]&={\frac {[\mathrm {B} ]}{[\mathrm {A} ]}}\end{aligned}}}
をもつ。この不動点は
{\displaystyle [\mathrm {B} ]>1+[\mathrm {A} ]^{2}}
を満たすとき不安定であり、系は振動を始める。ロトカ・ヴォルテラの方程式と違ってブラッセレータの振動は初期状態における物質X, Yの濃度によらない。その代わり、
十分な時間が経過すると系はリミットサイクルへ漸近する。
ブラッセレータのよく知られた例は、時計反応の一種のベロウソフ・ジャボチンスキー反応（BZ反応）である。これは臭素酸カリウム（KBrO3）、
マロン酸（CH2(COOH)2）、硫酸マンガン（MnSO4）の混合物を硫酸（H2SO4）の加熱溶液で調製することで得られる
。